# Diego Fernández
Diego Fernández (1520 circa – 1581 circa) è stato un avventuriero e storico spagnolo del XVI secolo.

## Biografia
Nato a Palencia, fu educato dalla chiesa, ma attorno al 1545 si imbarcò per il Perù, dove si arruolò nell'esercito guidato da Alonzo de Alvarado. Andrés Hurtado de Mendoza, che sarebbe diventato viceré del Perù nel 1555, conferì a Fernandez il titolo di storico del Perù. Grazie a questa nomina scrisse una narrazione dell'insurrezione di Francisco Hernández Girón, della rivolta di Gonzalo Pizarro e dell'amministrazione di Pedro de la Gasca. L'opera, intitolata Primera y segunda parte de la Historia del Piru, fu pubblicata a Siviglia nel 1571, e fu dedicata a re Filippo II di Spagna. È scritta con uno stile semplice. Fornisce numerosi dettagli e, avendo accesso alla corrispondenza ed ai documenti ufficiali dei capi spagnoli, si tratta della più completa raccolta di fonti sugli eventi che descrive.
Una recensione dell'opera si trova negli scritti di William H. Prescott, History of the Conquest of Peru (Londra, 1902).